# Legendzin
Legendzin [pronunciación en polaco: /lɛˈɡɛnd͡ʑin/] es un pueblo ubicado en el distrito administrativo de Gmina Lutomiersk, dentro del condado de Pabianice, Voivodato de Łódź, en el centro de Polonia. Se encuentra a unos 4 kilómetros al sureste de Lutomiersk, a 14 kilómetros al noroeste de Pabianice, y a 18 kilómetros al oeste de la capital regional Łódź.
El pueblo tiene una población de 90 habitantes.